# جیکوب براون (بازیکن فوتبال)
جیکوب براون (انگلیسی: Jacob Brown؛ زادهٔ ۱۰ آوریل ۱۹۹۸) بازیکن فوتبال اهل بریتانیا است.
از باشگاه‌هایی که در آن بازی کرده‌است می‌توان به باشگاه فوتبال بارنزلی اشاره کرد.
وی همچنین در تیم ملی فوتبال اسکاتلند بازی کرده‌است.